# BahnTower
La Bahn Tower (Torre del Bahn, en referència a la companyia propietària, BahnTower en ortografia local) és la seu del holding de transports alemany Deutsche Bahn. Està situada a la Potsdamer Platz, al centre de Berlín, a l'extrem oriental del Sony Center.
La Bahn Tower va ser construïda entre 1998 i 2000 amb un disseny de l'arquitecte germano-americà Helmut Jahn, de Hochtief AG i Kajima Corporation. Té una superfície de 22000 m².
L'edifici va encapçalar els titulars dels diaris locals en diverses ocasions el 2007 i 2008, quan repetides vegades es van trencar parts de la façana de vidre, que van caure al carrer. Tanmateix, no hi ha haguts ferits.
La Deutsche Bahn havia planejat originalment traslladar-se el 2010 a un gratacel de vint pisos damunt la nova estació Berlin Hauptbahnhof. A l'abril de 2008 es va conèixer que els plans de la companyia eren prolongar la seva estada a la Bahn Tower per tres anys més. Al novembre de 2008, la companyia va rebutjar els plans de traslladar-se a la Hauptbahnhof. El 2009, la companyia va perllongar el lloguer per quinze anys més.